# Послання Мисаїла
Послання Мисаїла («Посольство до папи Римського Сікста IV від духовенства, і від князів, і від панів руських») — лист до папи римського  Сікста IV, датований 14 березня 1476 р.

## Історія дослідження
Уперше документ був опублікований унійним митрополитом київським Іпатієм Потієм 1605 р. як доказ на користь давности унії в Київській митрополії та на захист укладеної 1596 р. Берестейської унії Київської митрополії з Римом.

Через полемічний контекст публікації православні полемісти заявили, що лист є фальсифікатом уніятів. Так, анонімний автор «Перестороги», натякаючи на І. Потія яко справжнього автора «Послання Мисаїла», каже: 
«книги вигадують, пишучи під датою старою, письмом старим, нібито колись тая згода існувати мала. Але придивися пильно в саму мову — і побачиш, що хоча такі твори старі вигадують, однак мова вся Потієва, мов би устами сам говорив. При цьому знайдеш там слова, віку теперішнього людьми вживані, яких старі предки наші не вживали. Бо як поляки у свою мову намішали слів латинських, котрих уже і прості люди зі звички вживають, так само й русини у свою мову намішали слів польських і їх уживають. Тоді добре пізнаєш, що то книжки вигадані й неправдиві». 
Тож фактично до кінця ХІХ ст. думки розділилися: католицькі та греко-католицькі автори вважали лист Мисаїла автентичним документом, а православні — підробкою. Допіру 1875 р. київський історик і богослов Іван Малишевський спростував тезу про наявність у посланні полонізмів і його неавтентичність. Слідом за ним на користь автентичности листа виступив православний митрополит Макарій Булгаков, відтак український історик Михайло Грушевський. Врешті, наприкінці ХХ ст. було відкрито два списки послання, датовані початком XVI ст., задовго до Берестейської унії, що остаточно довело автентичність грамоти. Раніший з них, названий за місцем його знаходження Смоленським, містить повну версію грамоти і постав у 1520-х рр. Інший, Синодальний, містить лише фрагмент листа і постав, судячи з палеографії збірника, найпізніше в 1550-х рр. Синодальний фрагмент було надруковано науково-критичним методом 2002 р., а Смоленський 2013.

## Зміст послання
Лист укладений Якубом, писарем Великого князівства Литовського, та підскарбієм земським Іваном (Олександром) Солтаном від імені єпископа смоленського Мисаїла, вибраного на митрополита київського. Окрім нього послання з представників духовенства підписали також архимандрит Києво-Печерської Лаври отець Іоан і архимандрит монастиря Пресвятої Трійці у Вільні отець Макарій. З-посеред світських достойників свої підписи поставили князь Михайло Олелькович, князь Теодор (Федір) Більський, князь Дмитрій В'яземський, Іван Ходкевич та ряд інших представників українсько-білоруської еліти Великого князівства Литовського. Лист датований 14 березня 1476 р. У посланні йдеться про єдність між Київською митрополією та Римським престолом, наголошується на рівноправності східного (візантійського) та західного (латинського) обрядів, викриваються утиски з боку місцевої латинської ієрархії та прохається папського заступництва. Як і попередній лист від 1473 р., яким, вочевидь, прохалося папського благословення для Мисаїла як митрополита київського, цей другий лист залишився також без жодної реакції з Риму, вочевидь, так і не потрапивши до адресата.
З огляду на втрату оригіналу листа було здійснено спробу реконструкції його тексту — у видавництві Українського Католицького університету вийшла присвячена цьому питанню монографія з критичним текстом «Послання Мисаїла» та першим повним його перекладом українською мовою.